# Vĩnh Tường, Nghệ An
Vĩnh Tường là một xã thuộc tỉnh Nghệ An, Việt Nam. Xã được hình thành trên cơ sở sáp nhập các xã Hoa Sơn, Hội Sơn và Tường Sơn của huyện Anh Sơn trong đợt Sáp nhập tỉnh thành Việt Nam 2025.

## Địa lý
Xã Vĩnh Tường có vị trí địa lý:
- Phía Đông giáp xã Anh Sơn;
- Phía Nam giáp xã Môn Sơn và xã Anh Sơn;
- Phía Tây giáp xã Anh Sơn và xã Môn Sơn;
- Phía Bắc giáp xã Nhân Hòa và xã Anh Sơn.

Xã Vĩnh Tường có diện tích tự nhiên 76,44 km².

## Hành chính và tên gọi
Xã Vĩnh Tường được thành lập theo Nghị quyết số 1678/NQ-UBTVQH15 của Ủy ban Thường vụ Quốc hội Việt Nam, ban hành ngày 16 tháng 6 năm 2025. Theo đó, sắp xếp toàn bộ diện tích tự nhiên, quy mô dân số của các xã Hoa Sơn, Hội Sơn và Tường Sơn thuộc huyện Anh Sơn trước đây thành một xã mới có tên gọi là xã Vĩnh Tường.
Trước đó, theo Đề án sắp xếp đơn vị hành chính cấp xã tỉnh Nghệ An, xã này là xã Anh Sơn 5.
Sau sắp xếp xã có diện tích tự nhiên: 76,44 km², quy mô dân số: 24.810 người.